# Sabkhat Sidi Mansour
La sabkhat de Sidi Mansour és una antiga llacuna salada de Tunísia a uns 75 km al nord-oest de Gabès, governació de Gabès, delegació de Menzel Habib. La depressió es va omplir d'aigua a les inundacions de 1969 i va crear un llac d'aigua dolça alimentat per tres oueds: Oued Baiache, Oued Segui i Oued Belkhire. La superfície del llac varia entre 2.000 i 500 hectàrees segons l'època de l'any (la mitjana són 35 km²). La temperatura de l'aigua també varia entre 3 graus a l'hivern i 24 a l'estiu. Hi ha presència de flamencs roses i altres aus. El 1976 es va pensar en la introducció de peixos (Tilapia nilotica, Tilapia mossambica i la carpa comuna) donada la riquesa del llac en fitoplàncton i zooplàncton i l'existència de vegetació bentònica amb una bona taxa d'oxigen dissolt i una evaporació relativament reduïda que afectava poc al volum d'aigua i a les variacions de la salinitat. Més tard la llacuna es va assecar alguns estius. L'explotació de la terra de les vores es produeix quan les pluges ho permeten. Està classificada com a reserva natural.